# Titularbistum Cratia
Das Bistum Cratia (italienisch diocesi di Crazia, lateinisch Dioecesis Cratiensis) ist ein Titularbistum der römisch-katholischen Kirche. 
Es geht zurück auf einen früheren Bischofssitz in der antiken Stadt Cratia (heute Gerede, Türkei), die sich in der spätantiken römischen Provinz Honorias befand. Das Bistum gehörte der Kirchenprovinz Claudiopolis in Honoriade an.
| Titularbischöfe von Cratia |                                       |                                                                              |               |                 |
| Nr.                        | Name                                  | Amt                                                                          | von           | bis             |
| 1                          | Joseph Zhou Jishi CM                  | Apostolischer Vikar von Baoding (Republik China)                             | 26. März 1931 | 11. April 1946  |
| 2                          | Camilo Plácido Crous y Salichs OFMCap | Apostolischer Vikar von Caquetá Apostolischer Vikar von Sibundoy (Kolumbien) | 12. Juni 1947 | 20. Januar 1985 |